# Transmodulador
Transmodulador es un dispositivo electrónico diseñado para recibir una señal modulada de acuerdo a una técnica específica, extraer la información que transporta la señal, y modularla por medio de una técnica distinta a la empleada en su origen.
Un transmodulador está compuesto internamente de un demodulador y un modulador, además de los Circuito eléctrico intermedios de tratamiento de la señal.
En un caso óptimo, un transmodulador no efectúa ningún cambio en la información que transporta la señal; solamente cambia el tipo de modulación en que está contenida.